# Джин Керол
Джин Керол (англ. Jean Carol), справжнє ім'я — Джінні Міллер (англ. Jeannie Miller; 13 квітня 19? ?, Хіллсдейл, Нью-Джерсі, США) — американська акторка та кінопродюсерка.

## Життєпис
Керол народилася в Хіллсдейлі, штат Нью-Джерсі . У дитинстві вона виступала у театральних постановках у Нью-Йорку. Коли їй було 11 років, її родина переїхала до Маямі . Закінчила Університет штату Флорида, де вона вивчала театр та радіомовлення.
На початку 1980-х років Керол організувала програму зі зв'язків з громадськістю у WESH в Орландо, а потім організувала та випустила журнал PM в Орландо та Сан-Дієго.
Найвідоміша акторська роль Керол — Надін Купер у денній драмі «Дороговказне світло». Вона приєдналася до шоу у 1988 році та швидко стала популярною. На церемонії вручення премії Soap Opera Digest у 1990 році Керол була нагороджена в номінації «Найвидатний новачок-жінка». Акторка знімалася в шоу протягом семи років, до того часу, поки її персонаж Надін не була вбита Брентом Лоуренсом. Джин Керол повернулася до шоу на один спеціальний епізод на День матері 2006 року.
Серед інших робіт Керол ролі у фільмах «Любов і таємниці Сансет Біч», «Детектив Монк», «Клієнт завжди мертвий» та « Арлісс». Вона також знімалася в комедійному фільмі жахів 1989 року «Говоріть про диявола» та секс-комедії 2015 року «Просунутий».
З 1993 року Керол одружена з актором Джері Рендом.

## Вибрана фільмографія
| Рік       |   | Українська назва                           | Оригінальна назва     | Роль                  |
| --------- | - | ------------------------------------------ | --------------------- | --------------------- |
| 1988—2006 | с | Дороговказне світло                        | Guiding Light         | Надін Купер           |
| 1997      | с | Район Беверлі-Гіллз                        | Beverly Hills 90210   | Марта Джордан         |
| 1998      | ф | Остання ніч                                | Last Night            | Місіс Бербанк         |
| 1999      | с | Кохання та таємниці Сансет Біч             | Sunset Beach          | Флоренс Кеннеді       |
| 2001      | ф | Ванільне небо                              | Vanilla Sky           | жінка                 |
| 2004      | с | Клієнт завжди мертвий                      | Six Feet Under        | Дружина № 5           |
| 2007      | ф | Дивні пригоди індіанки (індійки) в Америці | Americanizing Shelley | Марта}                |
| 2011      | с | Менталіст                                  | The Mentalist         | Багата жінка          |
| 2012      | ф | Арго                                       | Argo                  | Секретарша Джордан    |
| 2015      | ф | Розбитий: Мюзикл                           | Broken: A Musical     | Ненсі                 |
| 2017      | ф | Завершити або повторити                    | Complete or Repeat    | Франсін               |
| 2018      | ф | Гай                                        | Guy                   | Конні                 |
| 2019      | ф | У диявола є ім'я                           | The Devil Has a Name  | Секретар судді Сьюзен |